# چا هون
چا هون (کره‌ای: 차훈؛ زادهٔ ۱۲ ژوئیه ۱۹۹۴) خواننده و بازیگر اهل کره جنوبی است. وی از سال ۲۰۱۵ میلادی تاکنون مشغول فعالیت بوده است.